# Campo Alegre de Lourdes
Campo Alegre de Lourdes is een gemeente in de Braziliaanse deelstaat Bahia. De gemeente telt 27.670 inwoners (schatting 2009).

## Aangrenzende gemeenten
De gemeente grenst aan Pilão Arcado, Remanso, Caracol (PI), Guaribas (PI), Jurema (PI) en Várzea Branca (PI).

## Verkeer en vervoer
De plaats ligt aan de radiale snelweg BR-020 tussen Brasilia en Fortaleza. Daarnaast ligt ze aan de weg BR-235.